# Stipa shoshoneana
Stipa shoshoneana là một loài thực vật có hoa trong họ Hòa thảo. Loài này được Curto & Douglass M.Hend. miêu tả khoa học đầu tiên năm 1999.